# Potutory
Potutory – wieś w rejonie tarnopolskim (do 2020 brzeżańskim) obwodu tarnopolskiego.
Znajduje tu się stacja kolejowa Potutory, położona na linii Tarnopol – Stryj.

## Historia
Założona w 1453. W II Rzeczypospolitej miejscowość była siedzibą gminy wiejskiej Potutory w powiecie brzeżańskim województwa tarnopolskiego i węzłową stacją kolejową (linia Lwów – Brzeżany – Podhajce i linia Tarnopol – Chodorów – Stryj – Zakarpacie). 
W marcu 1944 nacjonaliści ukraińscy z OUN-UPA zamordowali tutaj 6 Polaków.
W Potutorach urodził się Karol Zaprutkiewicz (1892–1940), major piechoty Wojska Polskiego.